# Julia Soaemias

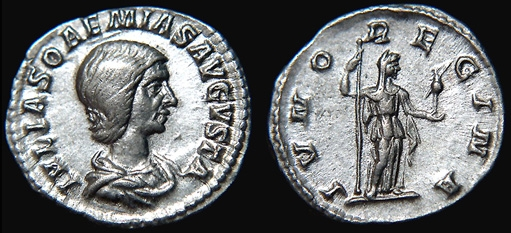
Denar der Julia Soaemias

Julia Soaemias Bassiana (auch Sohaemias geschrieben, griechisch Ἰουλία Σοαιμιάς; † 11. März 222 in Rom) war die Mutter des römischen Kaisers Elagabal. Geboren in eine einflussreiche syrische Familie, die eng mit dem lokalen religiösen Kult des Gottes Elagabal verbunden war, half sie ihrem Sohn im Namen des Severergeschlechts, die Herrschaft zu erlangen. Während seiner knapp vierjährigen Regierungszeit (218–222) fiel Julia Soaemias wegen seines jugendlichen Alters eine Schlüsselrolle zu, die sie jedoch nicht auszufüllen vermochte. Als er sich mit seinen orientalischen Sitten und seiner willkürlichen Religionspolitik verhasst machte, wurde sie in seinen Untergang hineingezogen und schließlich zusammen mit ihm ermordet.

## Leben

### Herkunft, Jugend und Ehe
Julia Soaemias stammte mütterlicherseits aus einer sehr reichen und angesehenen Familie der syrischen Stadt Emesa (heute Homs). In dieser Familie war das Amt des Oberpriesters des Gottes Elagabal erblich, dessen Kult im religiösen Leben der Emesener eine zentrale Rolle spielte. Julius Bassianus, der Großvater der Julia Soaemias, übte dieses Amt aus. Vielleicht war er ein Nachkomme des arabischen Fürstengeschlechts, das die Stadt noch im 1. Jahrhundert beherrscht hatte, bevor Emesa in die römische Provinz Syria eingegliedert wurde. Der Name Soaemias ist arabisch; seine männliche Form ist Suhaim, latinisiert Sohaemus. So hieß der letzte namentlich bekannte Fürst von Emesa, Gaius Julius Sohaemus, der zur Zeit der Kaiser Nero und Vespasian regierte und im Jahr 70 an der Eroberung und Zerstörung Jerusalems beteiligt war. Die Bedeutung des Namens ist „kleiner Pfeil“; möglicherweise besteht ein Zusammenhang mit einer syrisch-mesopotamischen Gottheit, deren Name griechisch u. a. mit Semia oder Semea wiedergegeben wird.
Julius Bassianus hatte zwei Töchter, Julia Domna und Julia Maesa. Julia Domna heiratete 187 den damaligen Statthalter der Provinz Gallia Lugdunensis, Septimius Severus. Dadurch erlangte ihre Sippe weltgeschichtliche Bedeutung, denn Severus wurde im „zweiten Vierkaiserjahr“ 193 zum Kaiser erhoben. Er gründete die Dynastie der Severer. Seine Schwägerin Julia Maesa war mit dem Syrer Gaius Julius Avitus Alexianus verheiratet, der unter Severus in den Senat aufgenommen wurde und Karriere machte. Mit ihm hatte Maesa zwei Töchter; die ältere war Julia Soaemias, die jüngere Julia Mamaea. Somit war die Kaiserin Julia Domna die Tante der Julia Soaemias.
Julia Soaemias heiratete den Syrer Sextus Varius Marcellus, der aus Apameia am Orontes stammte. Zur Zeit des Kaisers Septimius Severus (193–211) und seines Sohnes und Nachfolgers Caracalla (211–217), der Soaemias’ Vetter war, lebte sie lange – möglicherweise ständig – in Rom. Mit der Aufnahme ihres Vaters in den Senat hatte sie ebenfalls senatorischen Rang erhalten. Ihr Gatte gehörte ursprünglich dem Ritterstand an und war ein zuverlässiger Anhänger Caracallas. Dieser wusste seine Dienste zu schätzen; er ließ ihn in den Senatorenstand erheben und machte ihn schließlich zum Statthalter der Provinz Numidien in Nordafrika. Im Jahr 217 starb Sextus Varius Marcellus. Julia Soaemias hatte mit ihm – wie aus seiner Sarkophaginschrift hervorgeht – mindestens zwei Kinder, von denen aber nur eines namentlich bekannt ist, der 204 geborene Varius Avitus Bassianus (Kaiser Elagabal). Mindestens ein weiteres Kind, wohl eine Tochter, muss 217 noch am Leben gewesen sein. Julia Mamaea, die jüngere Schwester der Julia Soaemias, war ebenfalls mit einem Syrer verheiratet. Sie hatte einen Sohn namens Bassianus Alexianus, der später als Kaiser Severus Alexander Elagabals Nachfolger wurde.
|                         |                         |                         |                         |                         |                         |  |  |                           |                           |                           |                           | Julius Bassianus          |                           |  |  |             |             |             |             |             |             |  |  |                           |                           |                           |                           |                           |                           |  |  |  |  |  |  |  |  |  |  |  |  |  |  |  |  |  |  |  |  |  |  |  |  |
|                         |                         |                         |                         |                         |                         |  |  |                           |                           |                           |                           |                           |                           |  |  |             |             |             |             |             |             |  |  |                           |                           |                           |                           |                           |                           |  |  |  |  |  |  |  |  |  |  |  |  |  |  |  |  |  |  |  |  |  |  |  |  |
|                         |                         |                         |                         |                         |                         |  |  |                           |                           |                           |                           |                           |                           |  |  |             |             |             |             |             |             |  |  |                           |                           |                           |                           |                           |                           |  |  |  |  |  |  |  |  |  |  |  |  |  |  |  |  |  |  |  |  |  |  |  |  |
| Julius Avitus Alexianus | Julius Avitus Alexianus | Julius Avitus Alexianus | Julius Avitus Alexianus | Julius Avitus Alexianus | Julius Avitus Alexianus |  |  | Julia Maesa               | Julia Maesa               | Julia Maesa               | Julia Maesa               | Julia Maesa               | Julia Maesa               |  |  | Julia Domna | Julia Domna | Julia Domna | Julia Domna | Julia Domna | Julia Domna |  |  | Septimius Severus 193–211 | Septimius Severus 193–211 | Septimius Severus 193–211 | Septimius Severus 193–211 | Septimius Severus 193–211 | Septimius Severus 193–211 |  |  |  |  |  |  |  |  |  |  |  |  |  |  |  |  |  |  |  |  |  |  |  |  |
| Julius Avitus Alexianus | Julius Avitus Alexianus | Julius Avitus Alexianus | Julius Avitus Alexianus | Julius Avitus Alexianus | Julius Avitus Alexianus |  |  | Julia Maesa               | Julia Maesa               | Julia Maesa               | Julia Maesa               | Julia Maesa               | Julia Maesa               |  |  | Julia Domna | Julia Domna | Julia Domna | Julia Domna | Julia Domna | Julia Domna |  |  | Septimius Severus 193–211 | Septimius Severus 193–211 | Septimius Severus 193–211 | Septimius Severus 193–211 | Septimius Severus 193–211 | Septimius Severus 193–211 |  |  |  |  |  |  |  |  |  |  |  |  |  |  |  |  |  |  |  |  |  |  |  |  |
|                         |                         |                         |                         |                         |                         |  |  |                           |                           |                           |                           |                           |                           |  |  |             |             |             |             |             |             |  |  |                           |                           |                           |                           |                           |                           |  |  |  |  |  |  |  |  |  |  |  |  |  |  |  |  |  |  |  |  |  |  |  |  |
|                         |                         |                         |                         |                         |                         |  |  |                           |                           |                           |                           |                           |                           |  |  |             |             |             |             |             |             |  |  |                           |                           |                           |                           |                           |                           |  |  |  |  |  |  |  |  |  |  |  |  |  |  |  |  |  |  |  |  |  |  |  |  |
| Julia Soaemias          | Julia Soaemias          | Julia Soaemias          | Julia Soaemias          | Julia Soaemias          | Julia Soaemias          |  |  | Julia Mamaea              | Julia Mamaea              | Julia Mamaea              | Julia Mamaea              | Julia Mamaea              | Julia Mamaea              |  |  | Geta 211    | Geta 211    | Geta 211    | Geta 211    | Geta 211    | Geta 211    |  |  | Caracalla 211–217         | Caracalla 211–217         | Caracalla 211–217         | Caracalla 211–217         | Caracalla 211–217         | Caracalla 211–217         |  |  |  |  |  |  |  |  |  |  |  |  |  |  |  |  |  |  |  |  |  |  |  |  |
| Julia Soaemias          | Julia Soaemias          | Julia Soaemias          | Julia Soaemias          | Julia Soaemias          | Julia Soaemias          |  |  | Julia Mamaea              | Julia Mamaea              | Julia Mamaea              | Julia Mamaea              | Julia Mamaea              | Julia Mamaea              |  |  | Geta 211    | Geta 211    | Geta 211    | Geta 211    | Geta 211    | Geta 211    |  |  | Caracalla 211–217         | Caracalla 211–217         | Caracalla 211–217         | Caracalla 211–217         | Caracalla 211–217         | Caracalla 211–217         |  |  |  |  |  |  |  |  |  |  |  |  |  |  |  |  |  |  |  |  |  |  |  |  |
| Elagabal 218–222        | Elagabal 218–222        | Elagabal 218–222        | Elagabal 218–222        | Elagabal 218–222        | Elagabal 218–222        |  |  | Severus Alexander 222–235 | Severus Alexander 222–235 | Severus Alexander 222–235 | Severus Alexander 222–235 | Severus Alexander 222–235 | Severus Alexander 222–235 |  |  |             |             |             |             |             |             |  |  |                           |                           |                           |                           |                           |                           |  |  |  |  |  |  |  |  |  |  |  |  |  |  |  |  |  |  |  |  |  |  |  |  |

### Erzwungener Aufenthalt in Syrien
Am 8. April 217 wurde Kaiser Caracalla ermordet. Mit ihm starb die Nachkommenschaft des Septimius Severus und der Julia Domna aus. Das Heer war zwar der severischen Dynastie ergeben, aber da Caracalla keinen Erben hinterlassen hatte, erhoben die Soldaten den Prätorianerpräfekten Macrinus, der mit den Severern nicht familiär verbunden war, zum neuen Kaiser. Damit schien die Dynastie der Severer schon in der zweiten Generation ihr Ende erreicht zu haben. Julia Domna nahm sich das Leben. Julia Maesa musste sich auf Befehl des misstrauischen Kaisers Macrinus in ihre syrische Heimat zurückziehen. Ihre beiden Töchter schlossen sich ihr an. So kam Julia Soaemias mit ihrem dreizehnjährigen Sohn, dem künftigen Kaiser Elagabal, von Rom in ihre Heimatstadt Emesa. Dort übernahm Elagabal trotz seines jugendlichen Alters das Oberpriesteramt, das ihm zustand, da er der älteste überlebende männliche Nachkomme des Julius Bassianus war.
Diese Entwicklung bedeutete für die syrische Sippe den Verlust ihres gesamten Einflusses auf Reichsebene. Damit fand sich die ehrgeizige Julia Maesa nicht ab. Obwohl sie mit dem Dynastiegründer Septimius Severus nicht blutsverwandt, sondern nur verschwägert war, fasste sie den Plan, im Namen des Severergeschlechts einen Herrschaftsanspruch zu erheben. Mit Berufung auf die severische Tradition und dynastische Legitimitätsvorstellungen wollte sie ihrer Nachkommenschaft die Kaiserwürde verschaffen. Dafür kam in erster Linie Elagabal als der ältere ihrer beiden Enkel in Betracht.

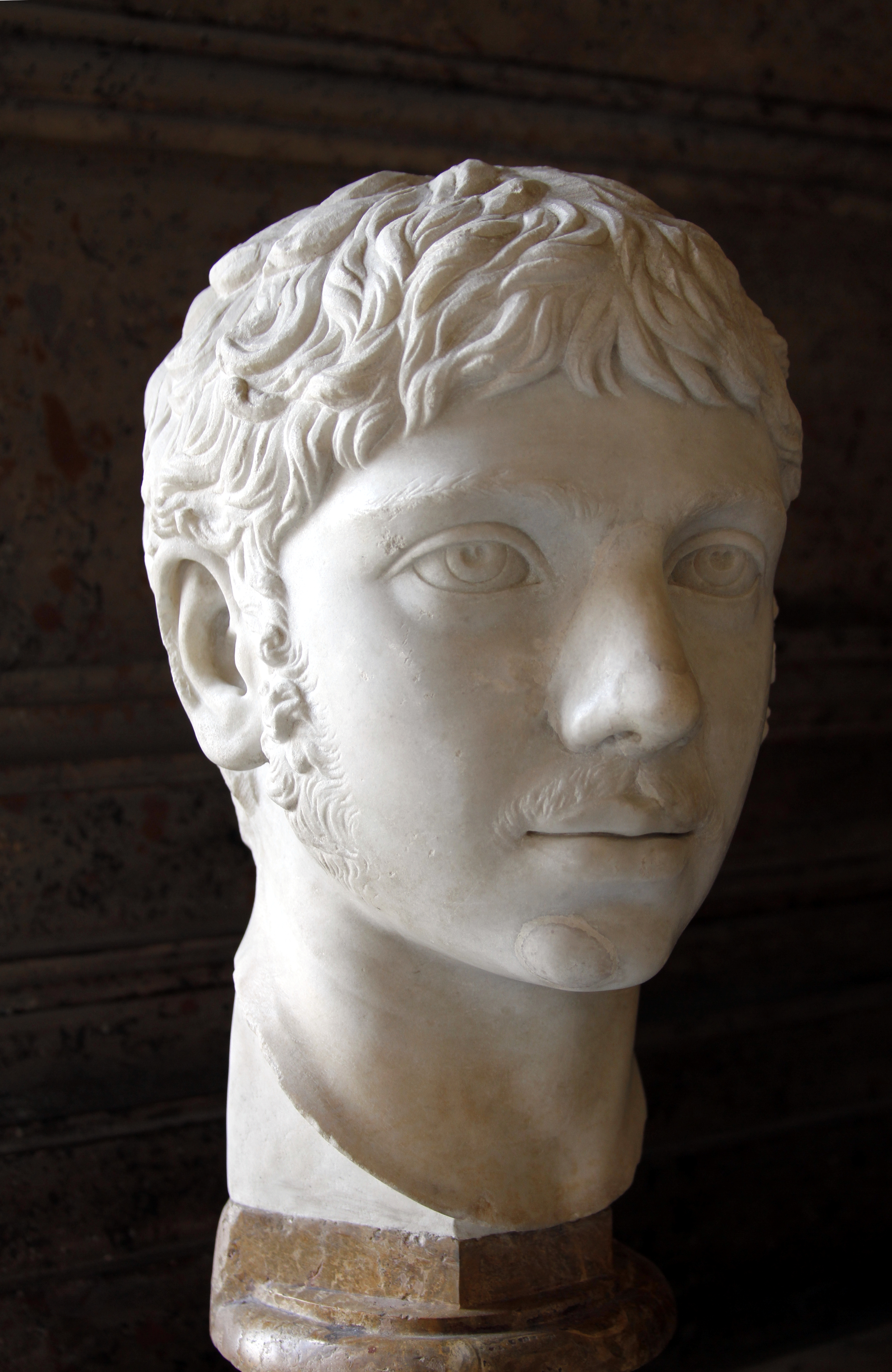
Elagabal
Kapitolinische Museen, Rom

Bald begann Maesas Umfeld gegen Macrinus zu agitieren. Dabei wurde Elagabal als unehelicher Sohn Caracallas ausgegeben, wodurch er als rechtmäßiger Anwärter auf die Kaiserwürde erschien. Caracalla war bei den Soldaten sehr beliebt gewesen, Macrinus hingegen wurde wegen seiner unmilitärischen Art und seiner Sparmaßnahmen nicht geschätzt. Daher gelang es den Agitatoren, eine in der Nähe von Emesa stationierte Legion, die Legio III Gallica, zur Rebellion zu bewegen. Eine zentrale Rolle spielte dabei ein gewisser Gannys, der zu der seit kurzem verwitweten Julia Soaemias in einem eheähnlichen Verhältnis stand. Gannys, über dessen Herkunft nichts bekannt ist, war im Haus der Julia Maesa aufgewachsen und hatte die Erziehung Elagabals übernommen, nachdem dessen Vater gestorben war. Nach der Darstellung des zeitgenössischen Geschichtsschreibers Cassius Dio, der Gannys auch „Eutychianos“ nannte, gab Gannys aus eigener Initiative das Signal zum Aufstand, indem er Elagabal ins Legionslager brachte, ohne Maesa und Soaemias zu informieren. Eine abweichende Schilderung bietet Herodian, der ebenfalls ein Zeitgenosse war; seinem Bericht zufolge hatte Maesa jederzeit die Fäden in der Hand.
Am 16. Mai 218 wurde Elagabal von den Soldaten zum Kaiser ausgerufen. Obwohl sich Macrinus mit seinen Truppen in Syrien aufhielt, konnte er die rasche Ausbreitung der Rebellion nicht verhindern. Am 8. Juni 218 kam es in der Nähe von Antiocheia zur Entscheidungsschlacht. Gannys befehligte das Heer Elagabals, obwohl er über keine militärische Erfahrung verfügte; Julia Maesa und Julia Soaemias waren auf dem Schlachtfeld anwesend. Cassius Dio berichtet, dass die Truppen des Macrinus zunächst die Oberhand hatten, aber Julia Maesa und Julia Soaemias die bereits fliehenden Soldaten Elagabals zum Standhalten bewegen konnten und so den Sieg ermöglichten. Da es beiden Heeren völlig an kompetenter Führung mangelte, verlief die Schlacht chaotisch. Daher ist Cassius Dios Schilderung, der zufolge das Eingreifen der beiden Frauen von entscheidender Bedeutung war, durchaus glaubwürdig. Macrinus versuchte zu entkommen, wurde aber gefangen und getötet.

### Leben in Rom alsAugustaund Untergang
Nach Cassius Dios Angaben war geplant, dass Gannys Julia Soaemias heiratete und den Titel Caesar erhielt. Dieses Vorhaben scheiterte aber schon auf der Reise der Kaiserfamilie von Syrien nach Rom. Elagabal tötete Gannys in Nikomedeia, wohl weil er in ihm einen unerwünschten Vormund sah. Dieser Vorgang lässt die Machtlosigkeit der Julia Soaemias gegenüber ihrem jugendlichen Sohn erkennen. Im Sommer 219 traf der neue Herrscher in Rom ein.
Der junge Kaiser interessierte sich weit mehr für Religion als für Politik und Verwaltung. Julia Maesa besorgte die Regierungsgeschäfte; sie führte den Titel Augusta, den auch Julia Soaemias erhielt. Elagabal machte sich zunehmend verhasst. Der Abscheu der Römer gegen seine orientalischen Sitten ließ die Fortdauer seiner Herrschaft als zweifelhaft erscheinen; mit einem gewaltsamen Umsturz musste gerechnet werden. Angesichts der sich abzeichnenden Katastrophe begann Julia Maesa zusammen mit ihrer jüngeren Tochter Julia Mamaea, deren jugendlichen Sohn Severus Alexander als künftigen Nachfolger Elagabals aufzubauen, um den Fortbestand der Dynastie zu sichern. Dies musste ihnen auch als überlebensnotwendig erscheinen, denn bei einem erfolgreichen Aufstand in der Hauptstadt war zu befürchten, dass der neue Machthaber keinen Angehörigen seines Vorgängers am Leben lassen würde.
Elagabal fand sich zunächst bereit, seinen Vetter Alexander zu adoptieren und damit zum künftigen Nachfolger zu designieren. Bald erkannte er aber, dass dies der Anfang seiner Entmachtung war, und reagierte mit Mordanschlägen gegen den Vetter. So kam es zum Existenzkampf zwischen den beiden Rivalen und ihren Müttern. Julia Soaemias und ihr Sohn waren isoliert und daher chancenlos. Sie wurden am 11. März 222 von meuternden Soldaten ermordet. Ihre Leichen wurden geköpft, entkleidet und durch Rom geschleift. Die Leiche der Julia Soaemias ließ man nach Cassius Dios Darstellung an einem unbekannten Ort liegen, nach Herodians Bericht wurde sie in die Abwasserkanäle geworfen, die in den Tiber flossen. Dies war der einzige Fall einer derartigen öffentlichen Schändung der Leiche einer dem Kaiserhaus angehörenden Frau in der gesamten römischen Geschichte; in anderen Fällen wurden weibliche Leichen höchstens geköpft, ansonsten aber intakt gelassen.

## Ikonographie
Das Aussehen der Julia Soaemias ist nur aus ihren Münzprägungen zu erschließen, die allerdings ein uneinheitliches Bild bieten. Daher sind alle Versuche, ihr bestimmte plastische Darstellungen zuzuweisen, spekulativ.

## Rezeption

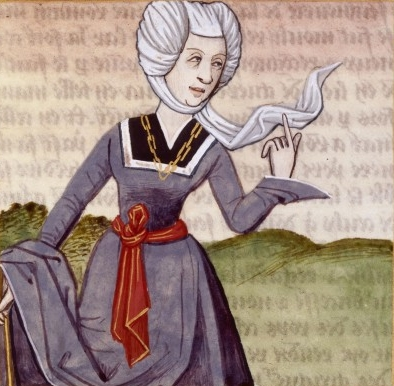
Julia Soaemias. Buchmalerei in einer Handschrift von Boccaccios De claris mulieribus in französischer Übersetzung, 15./16. Jahrhundert

Nach Elagabals Sturz verfiel zusammen mit ihm auch Julia Soaemias der damnatio memoriae (Auslöschung des Andenkens). Ihr Name wurde daher auf Inschriften getilgt.
In den Geschichtswerken der Zeitgenossen Cassius Dio und Herodian sind nur beiläufige Erwähnungen von Julia Soaemias zu finden. Cassius Dios Darstellung gilt als die beste Quelle. Ausführlichere, aber kaum glaubwürdige Angaben macht erst die spätantike Historia Augusta. Sie ist die einzige Quelle, die Julia als Prostituierte bezeichnet, sie – ohne nähere Angaben – „aller“ Schandtaten bezichtigt und ihr einen maßgeblichen Einfluss auf ihren Sohn zuschreibt. Unter anderem berichtet die Historia Augusta von einem Frauensenat, der unter dem Vorsitz Julias auf dem Quirinal getagt und sich mit Fragen der Rangordnung vornehmer Damen befasst habe. Das ist das beliebte literarische Motiv der grotesken und lächerlichen „verkehrten Welt“, hier speziell auf die vom Verfasser tief missbilligte Frauenherrschaft bezogen. Julias in der Historia Augusta behauptete sexuelle Beziehung zu ihrem Cousin Caracalla wurde von manchen spätantiken Geschichtsschreibern als Tatsache betrachtet.
Als die frühen Humanisten auf diese Überlieferung stießen, wurde es üblich, Julia als Hure zu bezeichnen, was zu den gängigen Elagabal-Klischees passte. Diese Einschätzung boten schon im 14. Jahrhundert Benvenuto da Imola und Giovanni Boccaccio, der in seiner Schrift De claris mulieribus Julia ein eigenes Kapitel widmete. Dort schilderte er sie als schamlose, hemmungslose Prostituierte, die aus dem Bordell in den Kaiserpalast kam und als einzige Frau in den Senat aufgenommen wurde.
Das von der Historia Augusta geprägte Bild blieb im Wesentlichen bis ins 20. Jahrhundert vorherrschend und hinterließ auch in der Fachliteratur starke Spuren. In der älteren Forschung wurde Julias Rolle in den Zusammenhang einer gravierenden und verhängnisvollen Orientalisierung eingeordnet, die nach der Einschätzung der damaligen Historiker mit Elagabals Machtübernahme massiv einsetzte. Aus der nüchterneren Perspektive heutiger Historiker hingegen ergibt sich ein anderes Bild. Die syrischen Frauen der Severerdynastie gelten nicht mehr als treibende Kräfte und Symbole einer Orientalisierung, und es wird berücksichtigt, dass Julias Zeitgenossen nichts Konkretes gegen sie vorzubringen wussten, auch wenn sie Elagabal verabscheuten und entschiedene Gegner einer Frauenherrschaft waren. Aus heutiger Sicht erscheint Julia Soaemias im Gegensatz zu ihrer geschickt agierenden Mutter als eher unpolitische Person. Die ihr unterstellte sexuelle Haltlosigkeit ist als Klatsch einzustufen, dessen Ausgangspunkt die aus politischen Gründen erfundene Abstammung ihres Sohnes von Caracalla war. Von ihrer sehr schwierigen und gefährlichen Aufgabe als Mutter eines beratungsresistenten jugendlichen Herrschers war sie offenbar überfordert.